# Tauraco corythaix

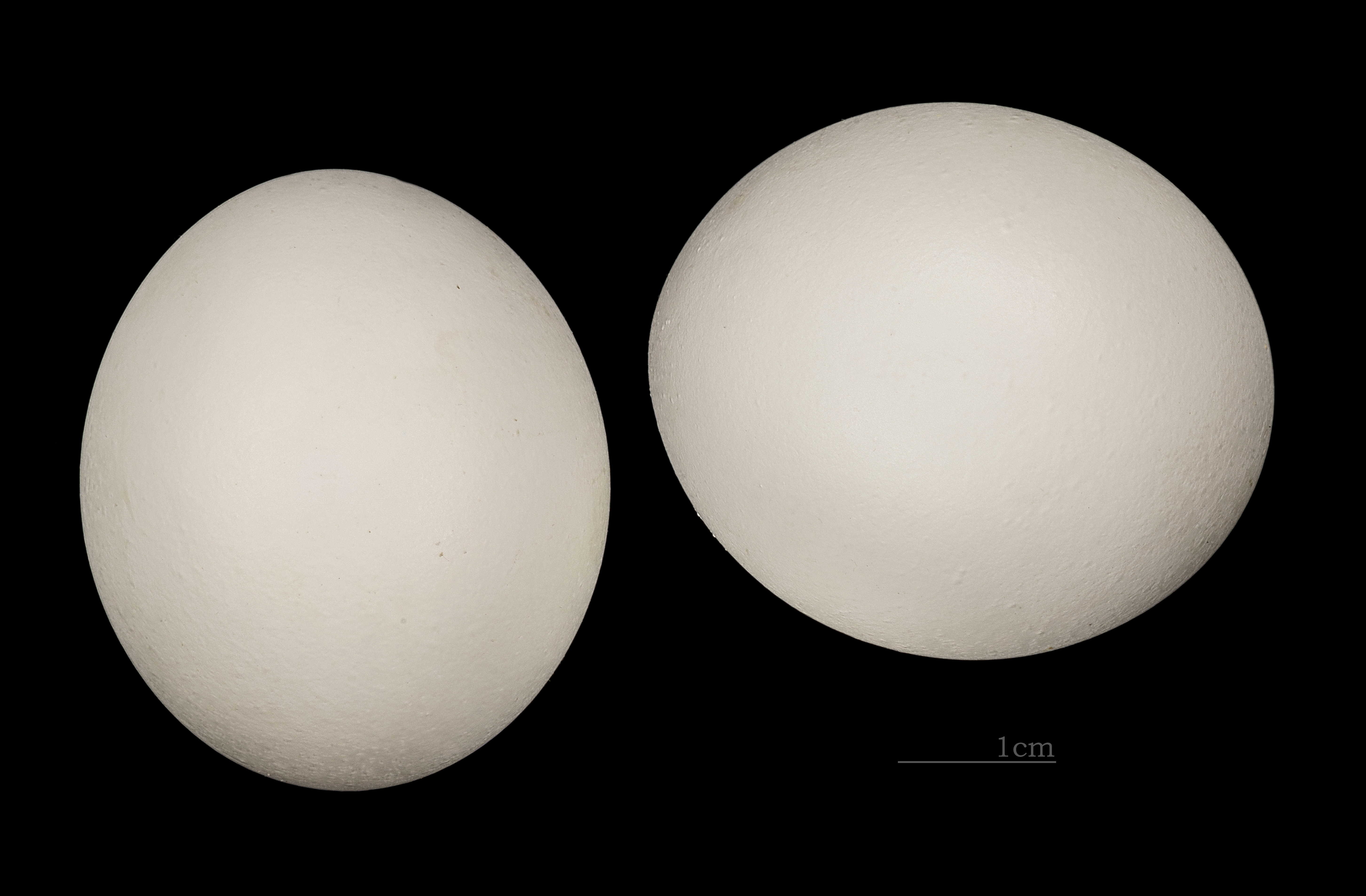
Huevos de Tauraco corythaix

El turaco de Knysna o turaco Knysna  (Tauraco corythaix) es una especie de ave Musophagiformes de la familia Musophagidae. Se distribuye por Sudáfrica, Mozambique y Suazilandia.

## Taxonomía
Se consideró una subespecie del turaco de Guinea (Tauraco persa) de África occidental. También se ha considerado que T. schalowi, T. livingstonii y esta especie son todas la misma especie, pero las vocalizaciones y los análisis de ADN han demostrado lo contrario.
Se han descrito dos subespecies: 
- T. c. phoebus (Neumann, 1907) vive en el noreste de Sudáfrica y el noroeste de Suazilandia
- T. c. corythaix (Wagler, 1827) habita en el sur de Suazilandia y sureste de Sudáfrica

## Descripción
Se trata de un pájaro verde brillante con un pico corto en forma de gancho y alas rojas brillantes. El pico es corto y fuertemente curvado y es de color rojo anaranjado. El ojo es marrón y el anillo ocular de color rojo intenso. Hay una línea blanca justo encima y debajo del ojo, extiéndose la de abajo hacia atrás. Tiene una cola larga que es principalmente verde: las coberteras de las alas son de un verde metálico más oscuro. En las plumas primarias de vuelo se puede ver también en un color rojo brillante. Posee una cresta alta verde redondeada con la punta blanca lo que lo diferencia del resto de turacos verdes. No presenta dimorfismo sexual. Mide entre 40 y 42 cm de longitud y pesa entre 280 y 380 gramos, siendo la hembra más pequeña que el macho.

## Distribución y hábitat
El turaco de Knysna vive en una estrecha franja cercana a la costa sudoriental de África. Su entorno natural consiste en bosques tropicales de montaña de hasta 1.800 m y llanura y también se aventura en las zonas de matorral conocido como fynbos.

## Comportamiento
Este turaco recorre los árboles, saltando de rama en rama en busca de frutas y semillas, que tragan enteras. Por lo general, son territoriales y viven en parejas o pequeños grupos familiares, defendiendo ruidosamente su territorio. Además de frutas y semillas también se alimentan de insectos y lombrices. 
Anida en diferentes épocas del año dependiendo de la zona. Construye un nido de palos poco profundo en las ramas de árboles frondosos o escondido en densas enredaderas. En ese nido pondrá un par de huevos, del que finalmente eclosionará solo uno. Los huevos son incubados por la hembra entre 12 y 21 días. Los polluelos abandonan el nido a los 18 días pero no serán totalmente independientes de sus padres hasta que pasen otras tres semanas más. 
El turaco de Knysna sirve de alimento a aves de presa de la zona como el azor blanquinegro y el azor tachiro.

## Conservación
Esta especie de turaco se encuentra en situación de preocupación menor para la IUCN aunque se espera que en los próximos años su situación empeore porque se sabe que la población actual está en declive. Se encuentra amenazado por la pérdida de su hábitat, los fenómenos naturales extremos derivados del cambio climático, el comercio de especies exóticas, etc.